# فلوتراسن
فلوتراسن(به انگلیسی: Fluotracen) (SKF-28,175) یک داروی سه حلقه ای است که هم دارای فعالیت ضد افسردگی و هم ضدروان‌پریشی است. اثرات این دارو شبیه به عوامل مرتبط مانند آموکساپین، لوکساپین و تریمیپرامین است که ممکن است در درمان افسردگی و روان پریشی استفاده شود. اعتقاد بر این بود که این تاثیر دوگانگی در درمان اسکیزوفرنی سودمند خواهد بود، زیرا افسردگی غالباً همراه با این اختلال است و داروهای ضد روان پریشی معمولاً این علائم را بدتر می کنند. در هر صورت، فلوتراسن هرگز به بازار عرضه نشد.